# Districten van Sierra Leone

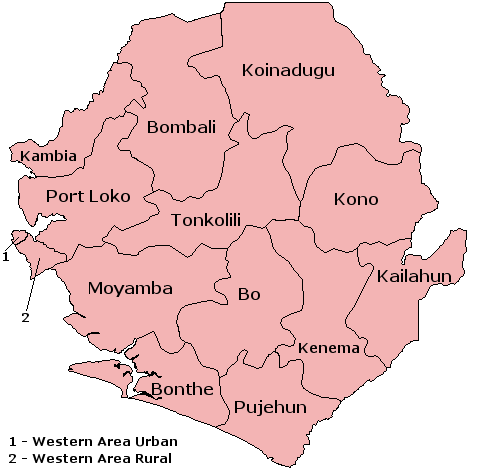
Districten van Sierra Leone

Districten van Sierra Leone zijn een verder onderverdeling van de provincies van Sierra Leone en het Western Area.   Er zijn veertien districten:
Districten in de Eastern Province:
- Kailahun
- Kenema
- Kono

Districten in de Northern Province:
- Bombali
- Kambia
- Koinadugu
- Port Loko
- Tonkolili

Districten in de Southern Province:
- Bo
- Bonthe
- Moyamba
- Pujehun

Districten in het Western Area:
- Western Area Rural
- Western Area Urban